# Campionati italiani di sci nordico
Il Campionato italiano di sci nordico è una competizione che si svolge annualmente tra le società e i corpi delle forze armate italiane associate alla Federazione italiana sport invernali. La prima edizione ufficiale maschile si svolse nel 1909, mentre quello femminile nel 1951. Il campionato si svolge in più prove durante tutto il periodo invernale e racchiude diverse discipline sportive dello sci nordico, ovvero tutti quegli sport invernali in cui il tacco dello scarpone non viene fissato allo sci stesso:
- Campionato italiano di sci di fondo (maschile e femminile)
- Campionato italiano di salto con gli sci
- Campionato italiano di combinata nordica
- Campionato italiano di biathlon

Il biathlon fa parte del campionato di sci nordico anche se questo sport non fa parte della FIS bensì dell'International Biathlon Union. Non si disputano gare che assegnano il titolo di campione d'Italia di telemark, sci orientamento, sci alpinismo e ski archery pur essendo discipline di sci nordico. La pattuglia militare è inserita nel programma dei CASTA essendo una disciplina riservata ai soli militari e dunque non compresa nel programma dei campionati italiani di sci nordico.